# Christopher Guest
Christopher Guest, właśc. Christopher Haden–Guest, 5. baron Haden-Guest (ur. 5 lutego 1948 w Nowym Jorku) – brytyjsko–amerykański aktor, muzyk, komik, scenarzysta i reżyser. Laureat Nagrody Grammy dla najlepszej piosenki napisanej dla filmu kinowego, telewizyjnego lub innego środka przekazu wizualnego – „A Mighty Wind” w komedii Koncert dla Irwinga (2003).

## Filmografia

### Filmy
- 1971: Szpital jako rezydent
- 1972: Diamentowa gorączka jako policjant
- 1974: Życzenie śmierci jako policjant Jackson Reilly
- 1975: Fortuna jako kochanek
- 1981: Serce robota jako Calvin
- 1984: Oto Spinal Tap jako Nigel Tufnel (także scenariusz i muzyka)
- 1986: Krwiożercza roślina jako pierwszy klient
- 1987: Poza terapią jako Bob
- 1987: Narzeczona dla księcia jako hrabia Tyrone Rugen, sześciopalczasty mężczyzna
- 1992: Ludzie honoru jako dr Stone
- 1993: Kobieta olbrzym (TV) – reżyseria
- 1998: Bohaterowie z przypadku – reżyseria
- 1998: Mali żołnierze jako Slamfist / Scratch-It (głos)
- 2000: Medal dla miss jako Harlan Pepper (także scenariusz i reżyseria)
- 2003: Koncert dla Irwinga jako 	Alan Barrows (także scenariusz i reżyseria)
- 2005: Pani Henderson jako Lord Cromer
- 2006: Radosne Purim jako Jay Berman (także scenariusz i reżyseria)
- 2009: Noc w muzeum 2 jako Iwan IV Groźny

### Seriale
- 1975: Saturday Night Live – scenariusz
- 1977: All in the Family jako Jim
- 1984–1985: Saturday Night Live – różne role i scenariusz
- 1992: Simpsonowie jako Nigel Tufnel (głos)
- 1993: Animaniacy jako Umlatt (głos)
- 1999: Dilbert jako Duplikat (głos)
- 2003: Mad TV jako Nigel Tufnel
- 2007, 2021: SpongeBob Kanciastoporty jako Stanley S. SquarePants / Clem Clam (głos)
- 2012: 84. ceremonia wręczenia Oscarów jako członek grupy fokusowej (także scenariusz)